# Liste der Träger des Großkreuzes des Bundesverdienstkreuzes
In dieser Liste sind Träger des Verdienstordens der Bundesrepublik Deutschland in der Stufe Großkreuz mit kurzen Angaben zur Person aufgeführt.

## Sonderstufe des Großkreuzes
1953/1954
- Getúlio Vargas, Brasilien am 20. Mai 1953
- Manuel A. Odria, Peru am 20. Juli 1953
- Juan Perón, Argentinien am 25. August 1953
- Gustavo Rojas Pinilla, Kolumbien am 30. Oktober 1953
- Carlos Ibáñez del Campo, Chile am 21. November 1953
- Luigi Einaudi, Italien am 2. Januar 1954
- Paul I. von Griechenland, Griechenland am 8. März 1954
- Marcos Pérez Jiménez, Venezuela am 15. April 1954
- Adolfo Ruiz Cortines, Mexiko am 11. Juni 1954
- Celâl Bayar, Türkei am 12. Juni 1954
- Haile Selassie, Äthiopien am 6. November 1954
- José María Velasco Ibarra, Ecuador am 11. November 1954
- Andrés Martínez Trueba, Uruguay am 13. November 1954
- Oscar Osorio, El Salvador am 29. Dezember 1954
- Víctor Paz Estenssoro, Bolivien am 30. Dezember 1954

1955–1959
- Ásgeir Ásgeirsson, Island am 3. Januar 1955
- Seán Ó Ceallaigh, Irland am 25. Februar 1955
- Mohammad Reza Schah Pahlavi, Iran am 27. Februar 1955
- Soraya Esfandiary Bakhtiari, Iran am 27. Februar 1955
- Hector B. Trujillo Molina, Dominikanische Republik am 22. März 1955
- Paul Eugène Magloire, Haiti am 10. Dezember 1955
- Juscelino Kubitschek, Brasilien am 10. April 1956
- Friederike von Griechenland am 8. Mai 1956
- Giovanni Gronchi, Italien am 18. Juli 1956
- William S. Tubman, Liberia am 5. Oktober 1956
- Antoinette Tubman, Liberia am 5. Oktober 1956
- Theodor Körner, Österreich am 17. Oktober 1956
- Carla Gronchi, Italien am 3. Dezember 1956
- Fulgencio Batista, Kuba am 28. Mai 1957
- Adolf Schärf, Österreich am 11. Juni 1957
- Manuel Prado y Ugarteche, Peru am 29. Juli 1957
- Camilo Ponce Enríquez, Ecuador 1958
- Elisabeth II., Vereinigtes Königreich am 29. September 1958
- Philip, Duke of Edinburgh, Vereinigtes Königreich am 29. September 1958
- Luis Somoza Debayle, Nicaragua 1959
- Ahmed Sékou Touré, Guinea 1959
- Andrée Touré, Guinea 1959

1960–1979
- Bhumibol Adulyadej, Thailand 1960
- Sirikit, Thailand 1960
- Arturo Frondizi, Argentinien 1960
- Elena Faggionato de Frondizi, Argentinien 1960
- José María Lemus López, El Salvador 1960
- Clorinda Málaga de Prado, Peru 1960
- Charles de Gaulle, Frankreich 1961
- Mohammed Sahir Schah, Afghanistan am 7. August 1963
- Diosdado Macapagal, Philippinen im November 1963
- Evangelina Macapagal, Philippinen im November 1963
- Mahendra, Nepal 1964
- Ratna von Nepal, 1964
- Schahbanu Farah Pahlavi, Iran 1967
- Ismail Nasiruddin Shah, Malaysia am 9. März 1967
- Juliana der Niederlande, Niederlande am 24. November 1969
- Bernhard der Niederlande am 24. November 1969
- Nicolae Ceaușescu, Rumänien am 17. Mai 1971
- Josip Broz Tito, Jugoslawien am 24. Juni 1974
- Valéry Giscard d’Estaing, Frankreich am 21. April 1975
- Daniel Oduber Quirós, Costa Rica
- Juan Carlos I. und Sophia von Griechenland, Spanien am 19. April 1977
- Taufaʻahau Tupou IV., Tonga am 2. Dezember 1977
- Halaevalu Mataʻaho ʻAhomeʻe, Tonga am 2. Dezember 1977
- Silvia von Schweden, Schweden am 20. März 1979

1980–1999
- António Ramalho Eanes, Portugal 1980
- Beatrix der Niederlande am 1. März 1983
- Claus der Niederlande am 1. März 1983
- Birendra, Nepal im Oktober 1986
- Vigdís Finnbogadóttir, Island 1988
- Mário Soares, Portugal 1991
- Azlan Shah, Malaysia am 7. September 1992
- Andrew Bertie, Souveräner Malteserorden 1992
- George H. W. Bush, Vereinigte Staaten von Amerika am 20. Dezember 1993
- Harald V., Norwegen am 18. April 1994
- Lech Wałęsa, Polen am 25. Juni 1994
- Fernando Henrique Cardoso, Brasilien 1995
- Tuanku Jaafar, Malaysia 1996
- Hassanal Bolkiah, Brunei am 30. März 1998
- Hamad bin Chalifa Al Thani, Katar am 27. Mai 1999
- Michail Gorbatschow, Russland am 7. November 1999
- Eduard Schewardnadse, Georgien 1999
- Jorge Sampaio, Portugal 1999

Seit 2000
- Süleyman Demirel, Türkei am 6. April 2000
- Václav Havel, Tschechien am 10. Mai 2000
- Árpád Göncz, Ungarn am 28. Juni 2000
- Lennart Meri, Estland am 6. November 2000
- Tarja Halonen, Finnland am 10. September 2001
- Guido de Marco, Malta am 6. November 2001
- Aleksander Kwaśniewski, Polen am 6. März 2002
- Abdullah II. bin al-Hussein, Jordanien am 21. Oktober 2002
- Rania von Jordanien am 21. Oktober 2002
- Vaira Vīķe-Freiberga, Lettland am 17. März 2003
- Valdas Adamkus, Litauen am 25. Oktober 2005
- Marc Ravalomanana, Madagaskar am 6. April 2006
- John Agyekum Kufuor, Ghana 2008
- Aníbal Cavaco Silva, Portugal am 26. Mai 2009
- Sabah al-Ahmad al-Dschabir as-Sabah, Kuwait am 27. April 2010
- François Hollande, Frankreich am 3. September 2013
- Toomas Hendrik Ilves, Estland 2013
- Miloš Zeman, Tschechien 2014
- Borut Pahor, Slowenien am 25. November 2014
- Marie Louise Coleiro Preca, Malta am 29. April 2015
- Philippe von Belgien
- Mathilde d’Udekem d’Acoz, Belgien am 8. März 2016
- Rossen Plewneliew, Bulgarien 2016
- Willem-Alexander der Niederlande, 2017
- Máxima der Niederlande, 2017
- Andrej Kiska, Slowakei am 17. November 2017
- Sauli Niinistö, Finnland am 17. September 2018
- Raimonds Vējonis, Lettland am 22. Februar 2019
- Guðni Th. Jóhannesson, Island am 12. Juni 2019
- Sergio Mattarella, Italien am 19. September 2019
- Giacomo Dalla Torre del Tempio di Sanguinetto, Souveräner Malteserorden am 21. Oktober 2019
- Qabus ibn Said, Oman
- Charles III., Vereinigtes Königreich am 29. März 2023
- Camilla, Queen Consort, Vereinigtes Königreich am 29. März 2023
- Joseph „Joe“ Robinette Biden, Jr., Vereinigte Staaten von Amerika am 18. Oktober 2024

Bundespräsidenten
Träger sind auch alle Bundespräsidenten der Bundesrepublik Deutschland, die das Großkreuz ohne Verleihungsurkunde als Insigne zum Amtsantritt überreicht bekommen.
- Theodor Heuss (erst 1952 mit Stiftung des Verdienstordens)
- Heinrich Lübke (1959)
- Gustav Heinemann (1969)
- Walter Scheel (1974)
- Karl Carstens (1979)
- Richard von Weizsäcker (1984)
- Roman Herzog (1994)
- Johannes Rau (1999)
- Horst Köhler (2004)
- Christian Wulff (2010)
- Joachim Gauck (2012)
- Frank-Walter Steinmeier (2017)

## Großkreuz in besonderer Ausführung
- Konrad Adenauer, Bundeskanzler der Bundesrepublik Deutschland (31. Januar 1954)
- Helmut Kohl, Bundeskanzler der Bundesrepublik Deutschland (26. Oktober 1998)
- Angela Merkel, Bundeskanzlerin der Bundesrepublik Deutschland a. D. (17. April 2023)

## Großkreuz
- Hermann Josef Abs, Bankier (1988)
- Andrus Ansip, estnischer Politiker (2013)
- Bärbel Bas, Präsidentin des Deutschen Bundestages (2023)
- Augustin Bea, Kardinal (1960)
- Kurt Beck, Politiker (2004)
- Berthold Beitz, Industrieller (1987)
- Ernst Benda, Präsident des Bundesverfassungsgerichts (1983)
- Anton Benya, österreichischer Politiker (1975)
- Karl Bernard, Vorsitzender des Zentralbankrates der Bank Deutscher Länder (1957)
- Kurt Biedenkopf, Ministerpräsident (1999)
- Karl Blessing, Vorsitzender der Deutschen Bundesbank (1965)
- Ludwig Bölkow, Ingenieur und Unternehmer (2003)
- Holger Börner, Politiker (1987)
- Willy Brandt, Politiker (1959)
- Heinrich von Brentano, Politiker (1955)
- Federico Callori di Vignale, Kardinal (1958)
- Nicola Canali, Kurienkardinal (1956)
- José María Caro Rodríguez, Kardinal (1954)
- Fritz Catta, Politiker (FDP) (1956)
- Wesley Clark, US-amerikanischer General
- Cornelius Christopher Cremin, irischer Diplomat (1960)
- Lucius D. Clay, US-amerikanischer General der Berliner Luftbrücke (1965)
- Celso Costantini, Kurienkardinal (1956)
- Dipendra, nepalesischer Politiker und Kronprinz (1997)
- Mario Draghi, italienischer Wirtschaftswissenschaftler, Präsident der EZB (2020)
- Wim Duisenberg, Präsident der europäischen Zentralbank (2002)
- Ludwig Erhard, Politiker (1953)
- Otmar Emminger, Präsident der Deutschen Bundesbank (1979)
- Theodor Rudolf Georg Eschenburg, Politikwissenschaftler (1986)
- Patricia Espinosa Cantellano, mexikanische Diplomatin (2013)
- Michael von Faulhaber, Kardinal (1951)
- Hans Filbinger, Politiker (1970)
- Joseph Frings, Kardinal (1951)
- Hans-Georg Gadamer, Philosoph (1993)
- Karl Geiler, Politiker (1952)
- Hans Dietrich Genscher, Bundesminister (1979)
- Hans Globke, Staatssekretär (1963)
- Gyanendra, nepalesischer Politiker und Kronprinz (1996)
- Otto Hahn, Kernchemiker (1959)
- Joseph Höffner, Kardinal (1982)
- Lorenz Jaeger, Kardinal (1969)
- Mehdi Jomaâ, tunesischer Politiker (2015)
- Jean-Claude Juncker, luxemburgischer Politiker (2013)
- Kersti Kaljulaid, estnische Politikerin (2023)
- John Kerry, US-amerikanischer Politiker (2016)
- Kurt Georg Kiesinger, Politiker (1960)
- Ban Ki-moon, südkoreanischer Diplomat, UN-Generalsekretär (2016)
- Egon Klepsch, Präsident des Europäischen Parlaments (1994)
- Roland Koch, Politiker (2011)
- Helmut Kohl, Ministerpräsident (1979)
- Hinrich Wilhelm Kopf, Politiker (1953)
- Eberhard von Kuenheim, Aufsichtsratsvorsitzender (1999)
- Otto Graf Lambsdorff, Bundesminister (2000)
- Norbert Lammert, Politiker (2007)
- Georg Leber, Politiker (1976)
- Richard Lehners, Politiker (1966)
- Johannes Lilje, Landesbischof (1954)
- Jutta Limbach, Präsidentin des Bundesverfassungsgerichts (2002)
- Paul Löbe, Politiker (1951)
- Wilhelmine Lübke (1969)
- Augustinus Mayer, Kardinal (1991)
- Yehudi Menuhin, Geiger und Dirigent (1997)
- Pedro José Ribeiro de Menezes, portugiesischer Diplomat (1999)
- Angela Merkel, Bundeskanzlerin der Bundesrepublik Deutschland (2008)
- Clemente Micara, Kardinal (1956)
- Peter Milliken, kanadischer Anwalt und Politiker (2012)
- Wolfgang Mischnick, Politiker (1973)
- Aloysius Muench, Erzbischof (1957)
- Joseph Muscat, maltesischer Politiker (2015)
- Oswald von Nell-Breuning, Theologe (1990)
- Martin Niemöller, Theologe (1970)
- Karl Olfers, Politiker (1954)
- Werner Otto, Unternehmer (2001)
- Hans-Jürgen Papier, Präsident des Bundesverfassungsgerichts (2010)
- Adeodato Giovanni Piazza, Kardinal (1956)
- Heinz Pinner, Rechtsanwalt (1985)
- Giuseppe Pizzardo, Kardinal (1958)
- Karl Otto Pöhl, Präsident der Deutschen Bundesbank (1991)
- Hippolyt Poschinger von Frauenau, Unternehmer, Forstwirt und Politiker (1982)
- Joseph Ratzinger, Kardinal (1994)
- Annemarie Renger, Politikerin (1974)
- Paul Rohloff, Politiker (1966)
- Angelo Giuseppe Roncalli, Kardinal (1957)
- António de Oliveira Salazar, portugiesischer Politiker (1953)
- Antonio Samorè, Kardinal (1956)
- Wolfgang Schäuble, Bundesminister (1991)
- Mildred Scheel (1979)
- Helmut Schlesinger, Präsident der Deutschen Bundesbank (1993)
- Carlo Schmid, Politiker (1955)
- Gerhard Schröder, Bundeskanzler der Bundesrepublik Deutschland (1999)
- Karel Schwarzenberg, tschechisch-schweizerischer Politiker (2008)
- Elisabeth Schwarzhaupt, Politikerin (1965)
- Lothar Späth, Politiker (1989)
- Dolf Sternberger, Politologe (1989)
- Edmund Stoiber, Politiker (2004)
- Jens Stoltenberg, norwegischer Politiker, NATO-Generalsekretär (2024)
- Rita Süssmuth, Präsidentin des Deutschen Bundestages (1990)
- Franz Josef Strauß, Politiker (1958)
- Federico Tedeschini, Kardinal (1958)
- Gustavo Testa, Kurienkardinal (1960)
- Erwin Teufel, Politiker (2004)
- Wolfgang Thierse, Politiker (1999)
- Franz Thoma, österreichischer Politiker (1959)
- Hans Tietmeyer, Präsident der Deutschen Bundesbank (1999)
- Eugène Tisserant, Kardinal (1958)
- Bernhard Vogel, Politiker (1984)
- Hermann Volk, Bischof von Mainz (1975)
- Andreas Voßkuhle, Präsident des Bundesverfassungsgerichts (2020)
- Herbert Wehner, Politiker (1973)
- Joseph Wendel, Kardinal (1955)
- Pierre Werner, luxemburgischer Politiker (1959)
- Otto Wolff von Amerongen, Industrieller (2000)
- Franz-Josef Wuermeling, Politiker (1958)